# Людовик Фердинанд
Дофин Людовик Фердинанд (фр. Louis Ferdinand, dauphin de France; 4 сентября 1729, Версаль — 20 декабря 1765, Фонтенбло) — старший сын Людовика XV и Марии Лещинской, наследник французского престола. Отец королей Людовика XVI, Людовика XVIII и Карла X.

## Биография

### Ранняя жизнь
Рождение сына у Людовика XV широко праздновалось, так как после трагической череды смертей в 1710-е годы французская королевская семья стала очень малочисленной, и бездетная кончина молодого короля могла привести к борьбе за престол между его дядей Филиппом V Испанским и герцогами Орлеанскими.

### Брак и дети
В 1745 женился на Марии Терезии Испанской (1726—1746), дочери Филиппа V и своей двоюродной тётке. Брак подкрепил антигабсбургский союз Бурбонов (Война за австрийское наследство). Однако в 1746 Мария Тереза, произведя на свет дочь, умерла (новорождённая пережила мать ненадолго), и наследник женился вновь в 1747 на Марии Жозефе Саксонской, дочери Фридриха Августа II, курфюрста Саксонии и короля Польши (как Август III), и Марии Жозефы Австрийской. Четверо старших детей подряд от этого брака (две дочери и два сына) также умерли в детстве. Затем родились три будущих короля Франции:
- Людовик Огюст, герцог Беррийский, впоследствии Людовик XVI;
- Людовик Станислав Ксавье, граф Прованский, впоследствии Людовик XVIII;
- Карл Филипп, граф д’Артуа, впоследствии Карл X.

У дофина были также две выжившие дочери: Клотильда, впоследствии королева Сардинского королевства, жена Карла Эммануила IV, и незамужняя Елизавета («Мадам Елизавета»), казнённая вслед за братом во время революционного террора.

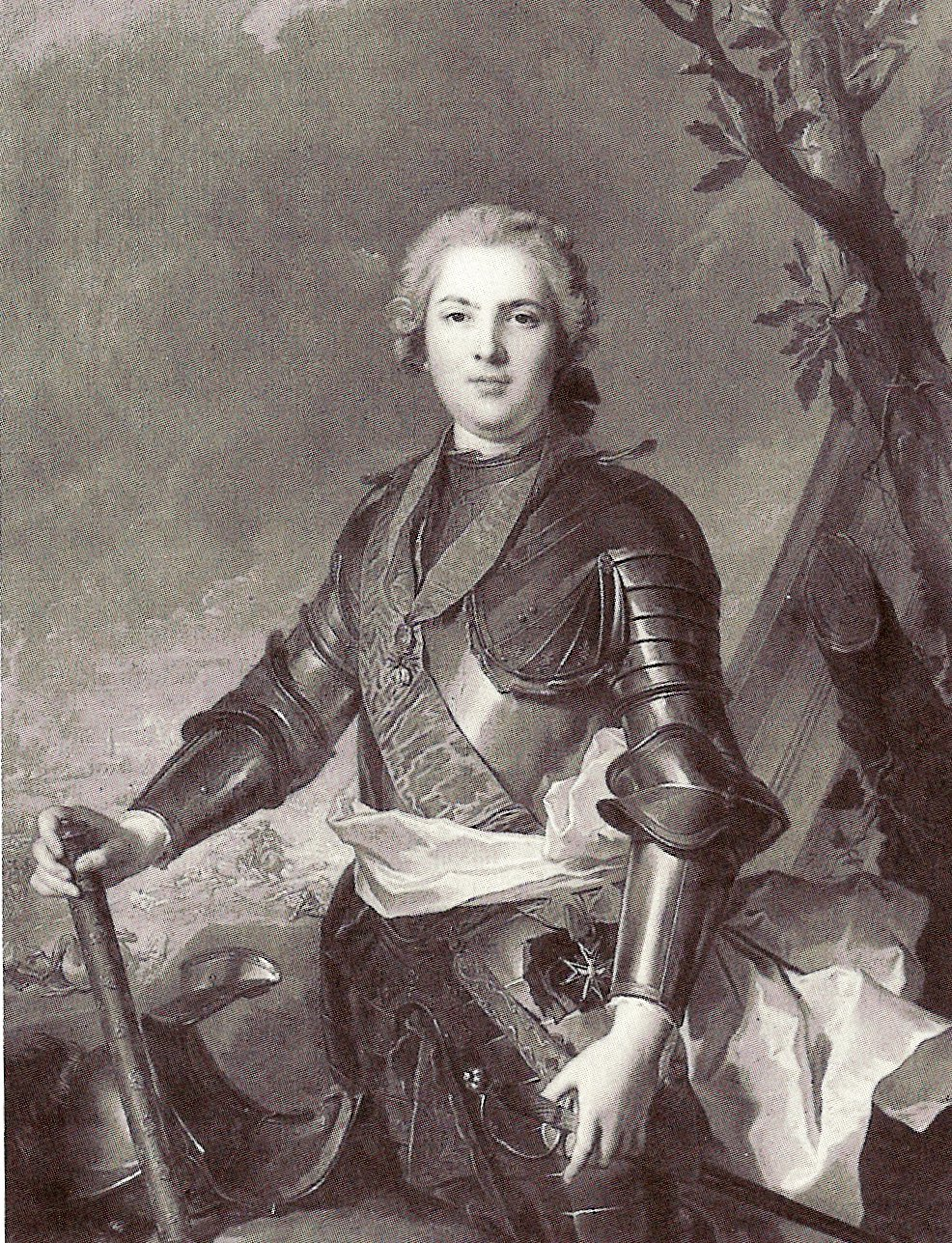
Портрет работы Натье

### Характеристика
Дофин Людовик был хорошо образован, любил музыку, предпочитал серьёзные разговоры охоте и балам. Был сторонником иезуитов, набожным и безупречным в личной жизни (в отличие от отца). Вокруг него группировалась клерикальная оппозиция королю. В этом отношении он напоминал своего деда герцога Бургундского (которому тоже не суждено было царствовать).

### Смерть и погребение
Скончался в Фонтенбло от туберкулёза. Его пережили не только родители, но и дед Станислав Лещинский. Вдова дофина, Мария Жозефа Саксонская, умерла через два года (1767) от той же болезни.
Дофин погребён не рядом с предками в базилике Сен-Дени, а в соборе в Сансе (в Сен-Дени покоится только его сердце). После казни его сына Людовика XVI в январе 1793 некоторые предлагали похоронить казнённого короля рядом с отцом. В марте 1794 останки дофина были выброшены якобинцами из Сансского собора, но после Реставрации в 1814 по показаниям очевидцев найдены и вновь возвращены в прежнюю гробницу.

### Семья
1-я жена (с 1745) Мария Тереза Рафаэла Испанская (1726—1746), дочь Филиппа V Испанского (1683—1746) и Изабеллы Фарнезе (1692—1766)
Дети:
- Мария Тереза (1746—1748)

2-я жена (с 1747) Мария Жозефа Саксонская (1731—1767), дочь польского короля Августа III (1696—1763) и Марии Жозефы Австрийской (1699—1757)
Дети:
- мертворожденный сын (1748)
- мертворожденный сын (1749)
- Мария Зефирина (1750—1755)
- Людовик Жозеф Ксавье (1751—1761), герцог Бургундский.
- мертворожденная дочь (1752)
- Ксавье Мария Жозеф (1753—1754), герцог Аквитанский.
- Людовик XVI (1754—1793), король Франции (1774—1792)
- Людовик XVIII (1755—1824), король Франции (1814—1815, 1815—1824)
- мертворожденный сын (1756)
- Карл X (1757—1836), король Франции (1824—1830)
- Мария Клотильда (1759—1802), жена (с 1775) сардинского короля Карла Эммануила IV (1751—1819).
- выкидыш (1762)
- Елизавета Филиппин Мари Элен (1764—1794)

## Память
- Во французском телефильме Жанна Пуассон, маркиза де Помпадур[фр.] (2006 г.) роль дофина исполнил Дамьен Жуилеро (Damien Jouillerot).